# Norman Bellingham
Norman Bellingham, född den 23 december 1964 i Fairfax, Virginia, är en amerikansk kanotist.
Han tog OS-guld i K-2 1000 meter i samband med de olympiska kanottävlingarna 1988 i Seoul.